# Holubinka dívčí
Holubinka dívčí (Russula puellaris Fr.) je jedlá houba z čeledi holubinkovitých. Je nápadná svými malými plodnicemi, které v dospělosti silně žloutnou, což je jev u holubinek poměrně výjimečný. Pro svou značnou křehkost a malou vydatnost se však ke sběru příliš nehodí.

## Synonyma
- Russula puellaris var. leprosa Bres. 1881

## Vzhled

### Makroskopický
Klobouk má v průměru 3-6 cm, tenký, v mládí sklenutý, záhy pak plochý, uprostřed vmáčklý, často zprohýbaný, s blanitým okrajem výrazně a daleko uzlinatě rýhovaným. Pokožka klobouku je za vlhka slizká a do poloviny slupitelná, bývá značně proměnlivé barvy, fialová, jindy masově červená, někdy až žlutozelená či liliáková. Barva středu klobou má vždy sytější odstín, někdy až skoro černé barvy, okraj klobouku je vždy světlejší, většinou masově červený.

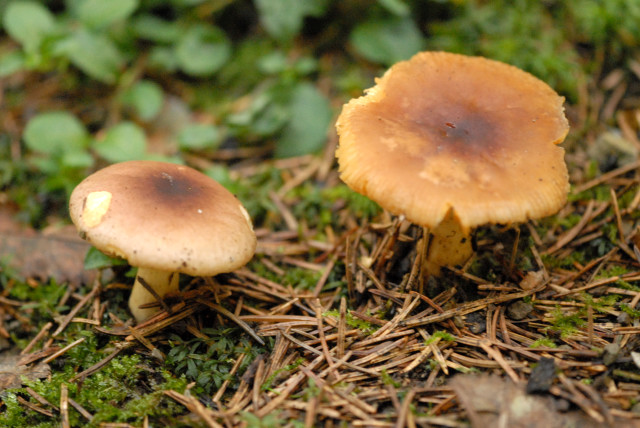
Barva středu klobou má vždy sytější odstín a okraj klobouku je vždy světlejší.

Lupeny jsou křehké, břichaté, volné nebo ke třeni úzce připojené. Barvu mají v mládí bělavou, pak žlutou a ve stáří bývají okrově skvrnité.
Třeň je 3-10 cm vysoký a 0,5-2 cm tlustý, křehký, mírně kyjovitý, v mládí bílý a plný, v dospělosti okrový a dutý.
Dužnina je křehká, v mládí i pod pokožkou bílá, náchylná k rezavění, později nažloutlá. Stárnutím celá houba žloutne až žlutooranžoví (zejména pomačkáním). Chuť má většinou mírnou, někdy však ostrou. Vůni má po strakoši, někdy bývá i neznatelná.

### Mikroskopický
Výtrusy 8-10 x 7-9 μm velké, široce oválné, někdy až kulovité s kuželovitými výrůstky na povrchu. Výtrusný prach je bledě krémový nebo krémový.

## Výskyt
Holubinka dívčí roste od června do října v jehličnatých i listnatých lesích, nejčastěji v trávě a mechu na okraji mladších smrčin a v borových porostech. Dává přednost kyselým půdám a jehličnatým podhorským lesům. Je to mykorhizní druh.

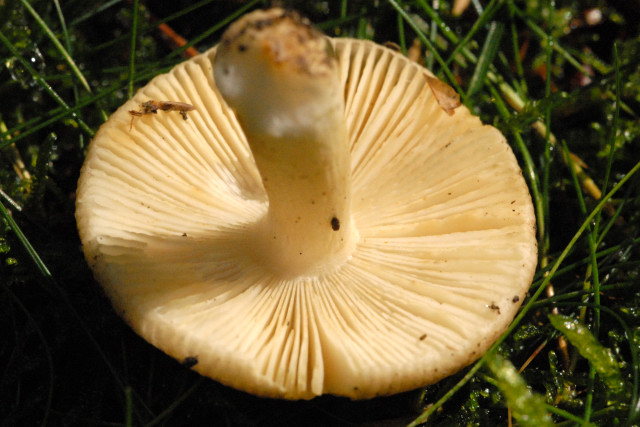
Třeň je mírně kyjovitý a lupeny jsou v dospělosti žluté.

## Nejčastější záměny
Podobná je taktéž jedlá, holubinka raná, která však nemá třeň okrové barvy a dužnina ve třeni nežloutne. Taktéž podobná je holubinka unylá, která roste pod listnatými stromy, stárnutím nežloutne a okraj klobouku je tenčí a není tolik rýhovaný a je nejedlá.